# Lizardyt
Lizardyt – minerał z gromady krzemianów, zaliczany do grupy serpentynów, nazwa pochodzi od przylądka Lizard Point i leżącej na nim miejscowości (w Kornwalii w Wielkiej Brytanii), gdzie minerał ten został znaleziony.
Lizardyt podobny jest do antygorytu; jednoznaczne rozpoznanie tych odmian wymaga badań rentgenostrukturalnych.

## Właściwości
Tworzy skupienia zbite, płytkowe i blaszkowe. Ma zdolność tworzenia pseudomorfozy po piroksenie i oliwinie. Jest kruchy, ale pojedyncze blaszki są sprężyste i giętkie. Jest przeświecający, przeważnie zawiera niewielkie ilości metali takich jak: żelazo, glin, nikiel. Minerał wtórny, zwykle występujący jako główny składnik zbitych serpentynitów.

## Występowanie
Powstaje w środowiskach hydrotermalnych na skutek przeobrażenia krzemianów zasobnych w magnez, zwłaszcza oliwinów, piroksenów, amfiboli a niekiedy także biotytu w zasadowych skałach wylewnych o zawartości 45–53% SiO2. Towarzyszą mu najczęściej magnetyt, kalcyt, hematyt, tytanit, chryzotyl, chondrodyt, dolomit, willemit i sfaleryt.
Na świecie: USA, Rosja, Indie, RPA, Niemcy, Wielka Brytania.
W Polsce: wyłącznie na Dolnym Śląsku: w okolicach Kowar, Sobótki, Złotym Stoku.

## Zastosowanie
- kamień cieszący się zainteresowaniem kolekcjonerów,
- rzadko wykorzystywany kamień ozdobny, dekoracyjny, rzeźbiarski, wykładzinowy,
- służy do wyrobu drobnej galanterii,
- okazjonalnie – do wyrobu biżuterii artystycznej.